# Флег фудбал
Флег фудбал (енгл. Flag football) је верзија америчког фудбала са сличним правилима која се игра на отвореном или у затвореном простору. Најбитнија разлика је у томе да није дозвољен контакт међу играчима (блокирање, обарање и сл), а тимови се састоје од 4 до 11 појединаца. 

## Заступљеност
Флег фудбал је најразвијенији у САД, Канади, Мексику и Аустралији. Популаран је и у Азији где се игра у Израелу, Јужној Кореји и Индонезији. У Европи је заступљен у Уједињеном Краљевству и Немачкој, али и Норвешкој, Финској, Данској, Србији и другим земљама западног дела континента. Од 2010. године флег фудбал се игра и у Србији.

## Правила
Правила су скоро иста као и за амерички фудбал, али се разликују у неким појединостима. Тимови се састоје од 4-11 играча, могу бити мешовити (мушко-женски), не носи се заштитна опрема (штитиници, костобрани и кациге). Контакт међу играчима је забрањен, а нападач се зауставља скидањем заставице која је закачена око струка. Варијације правила су честе и зависе од државе до државе.

## Галерија
- Флег фудбал у Мексику
- Дечја лига
- Амерички војници